# Testimonium Flavianum

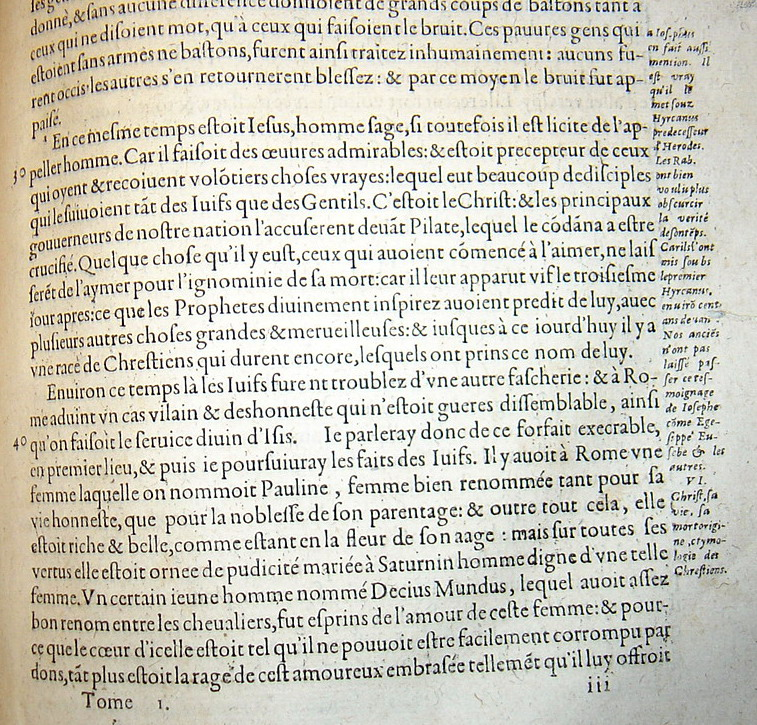
Testimonium w tłumaczeniu na j. francuski wraz z komentarzem, wydanie z 1631 r.

Testimonium Flavianum – znajdujące się w Dawnych dziejach Izraela XVIII 63-64 Józefa Flawiusza świadectwo pisane na temat Jezusa, o dyskusyjnej autentyczności.

## Treść
I był w tym czasie Jezus, człowiek mądry, jeśli godzi się nazywać go człowiekiem, działał on bowiem cuda i nauczał wśród tych, którzy z radością przyjmowali prawdę. Przyciągnął on do siebie wielu spośród Żydów i wielu spośród pogan. On to był Chrystusem. A kiedy Piłat, za namową pierwszych wśród nas mężów, skazał go na krzyż, ci którzy go miłowali nie opuścili go; ukazał się im on bowiem żyw ponownie na trzeci dzień, tak jak to boscy prorocy ten i dziesięć tysięcy innych cudów o nim zapowiedzieli. A plemię chrystian, od niego się zwących, nie zaginęło aż po dziś dzień.

## Autentyczność
Treść tego artykułu może nie być zgodna z zasadami neutralnego punktu widzenia,
ponieważ czytając tekst odnosi się wrażenie usilnego przekonania czytelnika o autentyczność TF, podając argumenty w nieproporcjonalnej do konsensusu naukowego proporcji.
Dokładniejsze informacje o tym, co należy poprawić, być może znajdują się w dyskusji tego artykułu.
 Po wyeliminowaniu niedoskonałości należy usunąć szablon {{Dopracować}} z tego artykułu.
Przez wiele lat uchodziło za autentyczną wypowiedź Flawiusza. W przekazanym tekście Józef Flawiusz pisze, że żył człowiek mądry imieniem Jezus, po czym w tekście pojawia się stwierdzenie, że był on Mesjaszem, został ukrzyżowany i zmartwychwstał. Pierwsze wątpliwości co do prawdziwości autorstwa Józefa pojawiły się w XVI w.

### Pogląd obecny
Większość uczonych przyjmuje że tekst jest autentyczny, ale zawiera chrześcijańskie dodatki. Wskazują oni na fakt, że Flawiusz nie mógłby pominąć nowej religii, gdyż to był ważny wątek w Judei. Ponadto sam styl tekstu, jak również jego dygresyjność są jak najbardziej charakterystyczne dla Flawiusza. Większa część treści nie odpowiada również pojmowaniu Jezusa przez chrześcijan (np. ,,człowiek mądry, jeśli godzi się nazywać go człowiekiem"). Co więcej Flawiusz później wspomniał o Jakubie, bracie Jezusa, co oznacza, że wcześniej musiał wspomnieć o samym Jezusie. 
Nieliczni zwolennicy pełnego fałszerstwa Testimonium Flaviannum wskazują na fakt, że pierwszym pisarzem chrześcijańskim przytaczającym Testimonium Flavianum był Euzebiusz z Cezarei, co może wskazywać, że jest prawdopodobnym autorem tekstu według hipotezy Kena Olsona. Innym proponowanym autorem jest mentor Euzebiusza, Pamfil z Cezarei.

### Poszukiwanie oryginału
Według Johna P. Meiera Józef istotnie wzmiankował o Jezusie, nauczycielu sekty żydowskiej, który został stracony, ale jego wyznawcy nie zaginęli aż po dziś dzień. Flawiusz stwierdza zatem wyłącznie fakt istnienia sekty chrześcijan, jak również przekazuje historyczny dla niego fakt, że jej założyciel („człowiek mądry”) został stracony. Późniejszą chrześcijańską interpolacją (autorstwa Euzebiusza lub innego anonimowego skryby) jest wtedy stwierdzenie, że on to był Chrystusem jak również odniesienia do boskiej natury. Przeciwnikami tego poglądu są m.in. Olsen, Carrier i Aslan.
Nowe światło na Testimonium Flavianum rzuciły odkrycia z 1971 r. Profesor Schlomo Pines znalazł dwie wersje tekstu napisane po arabsku. Na ich podstawie stwierdzono, że Flawiusz używał do osoby Jezusa określeń ,,Niejaki”, zaś gdy pisał o jego boskości i mesjanizmie używał czasowników ,,nieimperatywnych”, czyli uważał, że mniemano o tym, że Jezus był mesjaszem. Zaś uczniowie to głosili i o tym zaświadczali. Andre M.Dubarle stwierdził, że grecki przekaz został zniekształcony przez chrześcijan, którzy odrzucili niepochlebne komentarze, a zrekonstruowany tekst powinien brzmieć tak:
W tym czasie stał się [przyczyną nowych zaburzeń niejaki] Jezus, człowiek mądry, jeżeli w ogóle można nazwać go człowiekiem. Czynił bowiem rzeczy niezwykłe i był nauczycielem ludzi, którzy z radością przyjmują prawdę. Zjednał sobie wielu Żydów, jako też Greków. On to [uchodził za niego, lecz nim nie był] był Chrystusem. A gdy wskutek doniesienia najznakomitszych z nas mężów Piłat osądził go na śmierć krzyżową, jego dawni miłujący go [uczniowie] nie przestali [o nim głosić, że] trzeciego dnia ukazał im się znów jako żywy, co o nim, jak i wiele innych zdumiewających rzeczy przepowiedzieli boscy prorocy. I odtąd, aż po dzień dzisiejszy, istnieje plemię chrześcijan, którzy od niego otrzymali tę nazwę.
Tę rekonstrukcję poparł między innymi Jan Radożycki oraz Paulina Święcicka.

### ObecnośćTestimoniumw kopiachDawnych dziejów Izraela
Kolejnym argumentem przemawiających za przynajmniej częściowym autorstwem Flawiusza jest fakt, że gdyby Testimonium było w całości fabrykacją Euzebiusza, istniałby problem w jaki sposób tekst został włączony do manuskryptów Dawnych dziejów Izraela. Olsen argumentuje jednak, że Euzebiusz miał ogromny wpływ na zachowane kopie prac Józefa, i jego komentarze lub odniesienia do nich są obecne w większości znanych nam manuskryptów. Istotnie, analiza pokazuje, że wszystkie zachowane kopie wywodzą się z pojedynczego manuskryptu z osobistej biblioteki Euzebiusza, którą ten odziedziczył po Pamfilu. Euzebiusz mógł zatem wpłynąć na odbiór tekstu na tyle, że Testimonium zostało następnie włączone przez kopistów, lub też osobiście nadzorować jego dołączenie. Nawet według Olsena jest to jednak hipoteza, której nie sposób udowodnić. Przekazy zawierające TF istniały w tradycjach bardzo różnych kulturowo (arabska, syryjska) i bardzo odległych od siebie geograficznie, nie należących do kręgu w którym obracał się Euzebiusz, będąc tym samym niezależnymi od niego. Jako przykład obalający argumentację Olsona można przytoczyć również przekaz Pseudo-Hegezypa, który na pewno nie znał TF w wersji przekazanej przez Euzebiusza i cytował je bezpośrednio z tekstu Flawiusza. Świadczą o tym następujące argumenty: po pierwsze, Pseudo-Hegezyp zna następujący po TF opis uwiedzenia matrony Pauliny w dziele Flawiusza (Dawne Dzieje….., 18,IX,4), którego Euzebiusz już nie przytacza (Pseudo-Hegezyp, De excidio Hierosolymitano, II,4). Po drugie, Pseudo-Hegezyp zna też (De excidio….., 2,XII,2) wzmiankę o Janie Chrzcicielu u Flawiusza (Dawne Dzieje….., 18,V,2).

### Inne argumenty
Z drugiej strony, istotnym argumentem na poparcie tezy o całkowitej nieautentyczności tekstu jest jego niezwykła krótkość, w szczególności biorąc pod uwagę ciężar jego materii, której można by się spodziewać Józef poświęciłby więcej miejsca w swoim dziele dokumentującym całość żydowskiej historii. Jak zauważa Carrier, podział antycznych dzieł na "księgi" wynikał z konieczności zmieszczenia ich na standardowych zwojach o ograniczonej długości. W tej sytuacji, późniejszy pisarz, taki jak Euzebiusz, dokonujący interpolacji całkowicie nowego tekstu, musiał utrzymywać jego długość na minimalnym poziomie aby uniknąć przekroczenia długości zwoju i tym samym zmiany istniejącej numeracji ksiąg. Tego problemu nie miałby sam Flawiusz, który mógłby zwyczajnie zakończyć ks. XVIII i rozpocząć XIX z dostatecznie obszernym rozdziałem nt. Jezusa, gdyby istotnie o nim pisał.  Przeciwnicy takiej opinii wskazują, że Flawiusz nawet  ,,mesjaństwu samego cesarza Wespezjana (którego wówczas uważał za Mesjasza) poświęca w Wojnie Żydowskiej jedynie jeden akapit (Wojna Żydowska, 6,V,4). Jednak przeciw uznaniu obecnego tekstu Testimonium według niektórych przemawia również to, że chrześcijanie pierwszych trzech wieków tego świadectwa nie znali, np. Orygenes pisał wyraźnie, że Flawiusz nie uważał Jezusa za Mesjasza. Należy przy tym nadmienić, że Flawiusz również w świecie pogańskim nie był cytowany powszechnie (Jedynym takim pisarzem jest Porfiriusz). Ponadto Orygenes mógł dysponować jedynie częstymi w jego czasach cytatami, a najprawdopodobniej odnosił się do wersji Testimonium bez interpolacji (patrz na zrekonstruowany tekst pod ,,Poszukiwane oryginału) gdzie nie było napisane ,,On był Chrystusem".

## Inne wzmianki o Jezusie u Flawiusza
Istnieją również dwa inne fragmenty, o różnym stopniu wiarygodności, które mogą odnosić się do Jezusa, założyciela religii chrześcijańskiej. Nie są to jedyne miejsca, w których pojawia się postać o imieniu Jezus -- znanych jest przynajmniej 20 różnych osób o tym imieniu, które pojawiają się u Józefa.

### Jakub brat Jezusa
A wtedy Cezar, dowiedziawszy się o śmierci Festusa, wysłał Albinusa do Judei jako prokuratora. Lecz król pozbawił Józefa najwyższego kapłaństwa, a obdarzył następstwem w tym zaszczycie syna Annasza, który również zwał się Annaszem. Festus był zatem umarł, lecz Albinus wciąż był w drodze; zebrał więc on sanhedryn sędziów, i przywiódł przed nich brata Jezusa, którego zwali Chrystus, imieniem Jakub, i jeszcze innych. A kiedy powiedział przeciwko nim zarzuty jako łamiącym prawo, oddał ich na ukamienowanie.

Większość uczonych przyjmuje, że fragment ten odnosi się do Jakuba Sprawiedliwego, pierwszego biskupa Jerozolimy. Józef podaje, że Jakub był bratem Jezusa, którego zwali Chrystus, dla odróżnienia go od innych osób o tym imieniu. Byłoby to zatem odniesienie do historycznej postaci Jezusa uznawanego za Chrystusa, i umiejscawiało go czasowo i politycznie. Obecnie większość uczonych jest zdania, że ustęp ten jest autentyczny i istotnie pochodzi od Flawiusza. Część jednak badaczy nie zgadza się z tym, przytaczając rozbieżności z Wojną żydowską. Richard Carrier wysunął tezę, że zwany Chrystus było pierwotnie przypisem na marginesie dodanym przez nieznanego czytelnika, omyłkowo następnie wstawionym w tekście. W tym przypadku „Jezus” oznaczałoby Jezusa ben Damnajosa, który pojawia się w innym miejscu w tym samym rozdziale.

### Jan Chrzciciel
A część Żydów sądziła, że zniszczenie Herodowego wojska przyszło od Boga, i sprawiedliwym to mniemali, jako kara za to, co uczynił z Janem, który był zwany Chrzcicielem: Herod bowiem zabił go, który był mężem sprawiedliwym i nakazywał Żydom cnotliwość, aby byli sprawiedliwymi jeden drugiemu, i pobożni wobec Boga, i tak przychodzili do chrztu; gdyż obmycie [wodą] było mu miłe, jeśli się mu poddali nie dla obmycia z grzechu, ale dla oczyszczenia ciała (...) Herod bowiem obawiał się, iżby poważanie jakie Jan miał wśród ludu nie uczyniło go skłonnym do wzniecenia powstania (...) Został on zatem zesłany jako więzień z podejrzenia Heroda do Macherontu, o której to twierdzy wcześniej wspominałem, i tam został stracony.

Fragment ten nie odnosi się bezpośrednio do osoby Jezusa ani chrześcijan, jest on jednak istotny gdyż podaje wersję wydarzeń (przynajmniej częściowo) zgodną z ewangeliami chrześcijańskimi. Ewangelie podają sprzeciw Jana przeciwko małżeństwu Heroda wbrew prawu żydowskiemu jako przyczynę konfliktu, podczas gdy Józef mówi wyłącznie o obawach przed działalnością wywrotową. Ramy czasowe podane przez Flawiusza są jednak zgodne z szacunkowym czasem małżeństwa Heroda Antypasa.

## Znaczenie historyczne
Testimonium Flavianum (i pozostałe wzmianki o „Jezusie” u Flawiusza) mają ogromne znaczenie dla zagadnienia historyczności Jezusa i chrześcijaństwa w ogóle. Jest to bowiem najwcześniejsza niechrześcijańska wzmianka o Jezusie jako postaci historycznej, i jedyne oprócz Tacyta jednoznacznie odniesienie do Jezusa w źródłach niechrześcijańskich uznawanych za historyczne.